# لجنة الإنقاذ من أجل السلام والنظام
لجنة الإنقاذ من أجل السلام والنظام ((بالروسية: Комитет спасения за мир и порядок)‏، (بالأوكرانية: Комітет порятунку за мир та порядок)‏ هي السلطة الإدارية والتنفيذية العليا المتعاونة في خيرسون أوبلاست، التي شكلتها الجمعية التأسيسية في 10 مارس 2022.   

## التكوين
بعد أن استولى الجيش الروسي على خيرسون ومعظم المنطقة، توجه رئيس بلدية خيرسون فلاديمير سالدو، ونائب العمدة السابق للشؤون الاجتماعية والإنسانية سيرغي شيريفكو، وكذلك مدير وكالة الأنباء تافريا نيوز كيريل ستريموسوف، للتعاون مع روسيا. نتيجة لذلك، في 10 مارس، تم تشكيل «لجنة الإنقاذ من أجل السلام والنظام» في الاجتماع، والتي أعلنت هدفها في الحفاظ على القانون والنظام في أراضي المنطقة، فضلاً عن إقامة التجارة والعلاقات الاقتصادية والاجتماعية والثقافية مع روسيا. 

## النشاط
وبحسب نيزافيسيمايا غازيتا، واجهت أنشطة اللجنة مقاومة مستمرة بين السكان، وقُتل عدد من أعضائها على أيدي المديرية العامة للاستخبارات أو الثوار الأوكرانيين.
حتى الآن، كان أحد أهم الإجراءات التي اتخذتها اللجنة هو إدخال الروبل الروسي في إقليم خيرسون.